# Parque Columbia
Parque Columbia es un barrio de la zona norte de la ciudad de Río de Janeiro, Brasil. Es un barrio que cuenta con pocos servicios y comercio. Debido a su cercanía con la Rodovía Presidente Dutra, varias empresas de transporte eligieron asentarse en barrio siendo común también encontrar camiones en sus vías. A pesar de ser, desde 1999, un barrio independiente se le sigue confundiendo como parte de Pavuna. Al haber sido analizado junto con el barrio de Acari, su IDH, en el año 2000, era de 0,720, ocupando el puesto 124º, antepenúltimo en todo el municipio de Río de Janeiro.